# Исторически ярчайшие звёзды
Звёзды в Галактике и Солнечная система в их числе — движутся по своим особенным (и до конца ещё не известным) орбитам. Таким образом, их взаимное расположение всё время меняется, и для ближайших звёзд это движение может быть измерено, а также на некоторое время предсказано. Если звезда приближается к Земле или удаляется от неё, меняется её видимая яркость. В настоящее время ярчайшей звездой нашего неба является Сириус, но так было не всегда. Преимущественно ярчайшей звездой ночного неба в нашу эпоху был Канопус, и также многие другие звёзды на некоторое время становились для нас ярчайшими, когда проходили на гораздо более близком расстоянии, чем он.
Точное определение, какая звезда была или будет ярчайшей в определённый момент прошлого или будущего — трудная задача, поскольку это требует точного определения расстояний и собственных движений в пространстве большого количества звёзд. Такая информация стала доступной только с публикацией данных спутникового телескопа Hipparcos в 1997. Джослин Томкин на основе этих данных составила список ярчайших звёзд на земном ночном небе для периода в пять миллионов лет в прошлое и пять в будущее.  Повторный анализ данных «Гиппарха» и новые данные от телескопа Gaia выявили пробелы и необходимость исправлений в списке. Например, там упускалась Глизе 710, ожидаемое прохождение которой вблизи Земли через 1,35 млн.л. сделает её видимую величину равной −2.7,, что подтверждается также данными «Геи».
Приведённый список является лишь приблизительным, так как не учитывает влияния на яркость процессов звёздной эволюции, а также возможные неизвестные особенности в движении звёзд.
| Звезда                    | Год начала | Год конца  | Год максимума | Наибольший блеск | Расстояние при маскимальном блеске (св.л.) | Текущее расстояние | Текущий блеск |
| ------------------------- | ---------- | ---------- | ------------- | ---------------- | ------------------------------------------ | ------------------ | ------------- |
| Адара                     | ...        | −4.460.000 | −4.700.000    | −3,99            | 34                                         | 430                | 1,50          |
| Мирцам                    | −4.460.000 | −3.700.000 | −4.420.000    | −3,65            | 37                                         | 500                | 1,99          |
| Канопус (в первый раз)    | −3.700.000 | −1.370.000 | −3.110.000    | −1,86            | 177                                        | 310                | −0,72         |
| Дзета Зайца               | −1.080.000 | −950.000   | −1.050.000    | −2,05            | 5,3                                        | 70                 | 3,55          |
| Канопус (во второй раз)   | −950.000   | −420.000   | −950.000      | −1,09            | 252                                        | 310                | −0,72         |
| Альдебаран                | −420.000   | −210.000   | −320.000      | −1,54            | 21,5                                       | 65                 | 0,85          |
| Капелла                   | −210.000   | −160.000   | −240.000      | −0,82            | 27,9                                       | 42,2               | 0,08          |
| Канопус (в третий раз)    | −160.000   | −90.000    | −160.000      | −0,70            | 302                                        | 310                | −0,72         |
| Сириус (текущая)          | −90.000    | +210.000   | +60.000       | −1,68            | 7,8                                        | 8,6                | −1,46         |
| Вега                      | +210.000   | +480.000   | +290.000      | −0,81            | 17,2                                       | 25,04              | 0,03          |
| Канопус (в четвёртый раз) | +480.000   | +990.000   | +480.000      | −0,40            | 346                                        | 310                | −0,72         |
| Менкалинан                | +990.000   | +1.150.000 | +1.190.000    | −0,40            | 28,5                                       | 82,1               | 1,9           |
| Дельта Щита               | +1.150,000 | +1.260.000 | +1.250.000    | −1,84            | 9,2                                        | 187                | 4,72          |
| Глизе 710                 | +1.260.000 | +1.460.000 | +1.300.000    | −2,7             | 0,2                                        | 62                 | 9,66          |
| Этамин                    | +1.460.000 | +2.030.000 | +1.550.000    | −1,39            | 27,7                                       | 154                | 2,36          |
| Ипсилон Весов             | +2.030.000 | +2.670.000 | +2.290.000    | −0,46            | 30                                         | 195                | 3,6           |
| NR Большого Пса           | +2.670.000 | +3.050.000 | +2.870.000    | −0,88            | 14                                         | 280                | 5,6           |
| Омикрон Геркулеса         | +3.050.000 | +3.870.000 | +3.470.000    | −0,63            | 44                                         | 346                | 3,83          |
| Альбирео                  | +3.870.000 | ...        | +4.610.000    | −0,52            | 80                                         | 390                | 3,18          |